# Racétam

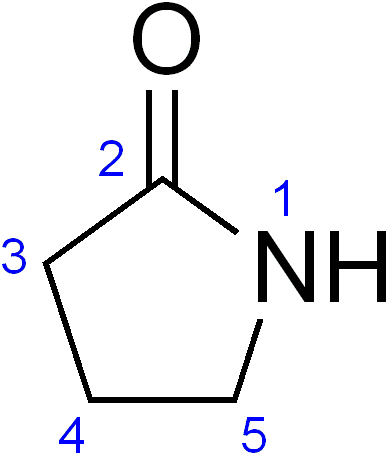
2-Pyrrolidone

Piracétam

Les racétams sont une classe de médicaments psychotropes basés sur un noyau pyrrolidone. Certains, comme le piracétam, l'aniracétam, l'oxiracétam et le phénylpiracétam sont considérés comme des nootropiques. D'autres, tels que le lévétiracétam et sélétracétam sont des anticonvulsivants.

## Mécanisme
Le mécanisme d'action des racétams n'est pas universellement accepté.
À l'instar de certains ampakines, certains racétams comme le piracétam et l'aniracétam sont des modulateurs allostériques des récepteurs AMPA.
Les racétams sont supposés activer les récepteurs du glutamate qui sont colocalisés avec les récepteurs cholinergiques, augmentant ainsi la fréquence de l'activation de ces derniers, améliorant ainsi la mémoire dans le système nerveux central.
Le méthylphénylpiracétam est un modulateur allostérique positif du récepteur sigma-1.

### Cofacteurs
Dans les études chez les rats âgés, une nette amélioration a été observée dans les tâches cognitives dans les groupes expérimentaux qui avaient reçu du piracétam. La performance est encore accrue avec le piracétam combiné avec la choline.